# Роашіо
Роашіо (італ. Roascio, п'єм. Roass) — муніципалітет в Італії, у регіоні П'ємонт,  провінція Кунео.
Роашіо розташоване на відстані близько 460 км на північний захід від Рима, 80 км на південь від Турина, 39 км на схід від Кунео.
Населення — 91 особа (2014).

## Демографія
Населення за роками:

Станом на 1 січня 2023 року в муніципалітеті офіційно проживало 7 іноземців з 6 країн, серед них 2 громадяни країн Євросоюзу та 1 громадянин України.

## Сусідні муніципалітети
- Кастелліно-Танаро
- Чева
- Ільяно
- Парольдо
- Торрезіна